# Сайф ад-Даула
Али ибн Абу-л-Хайджа Абдаллах ибн Хамдан ибн аль-Харис ат-Таглиби (араб. علي بن أبو الهيجاء عبد الله بن حمدان بن الحارث التغلبي‎; 22 июня 916 — 9 февраля 967, Алеппо, Сирия) — эмир Алеппо, наиболее известный представитель династии Хамданидов.
Сайф ад-Даула стал широко известен в исламском мире благодаря своей роли в арабо-византийских войнах, когда он столкнулся с возрождающейся Византией, которая в начале X века начала отвоевывать ранее потерянные территории. В этой борьбе с гораздо более сильным противником он совершал набеги вглубь византийских земель, сумел добиться некоторых успехов и в целом удерживал преимущество вплоть до 955 года, когда новый византийский полководец Никифор Фока и его соратники возглавили наступление, которое сломило власть Хамданидов. Византийцы присоединили Киликию, а в 962 году даже ненадолго оккупировали сам Алеппо. Последние годы жизни Сайф ад-Даулы были отмечены военными поражениями, его собственной растущей инвалидностью в результате болезни и падением его власти, которое привело к восстаниям некоторых из его ближайших соратников. Он умер в начале 967 года, оставив после себя сильно ослабленное государство, которое к 969 году уступило византийцам Антиохию и сирийское побережье, а также стало платить Византии дань.

## Происхождение и ранние годы

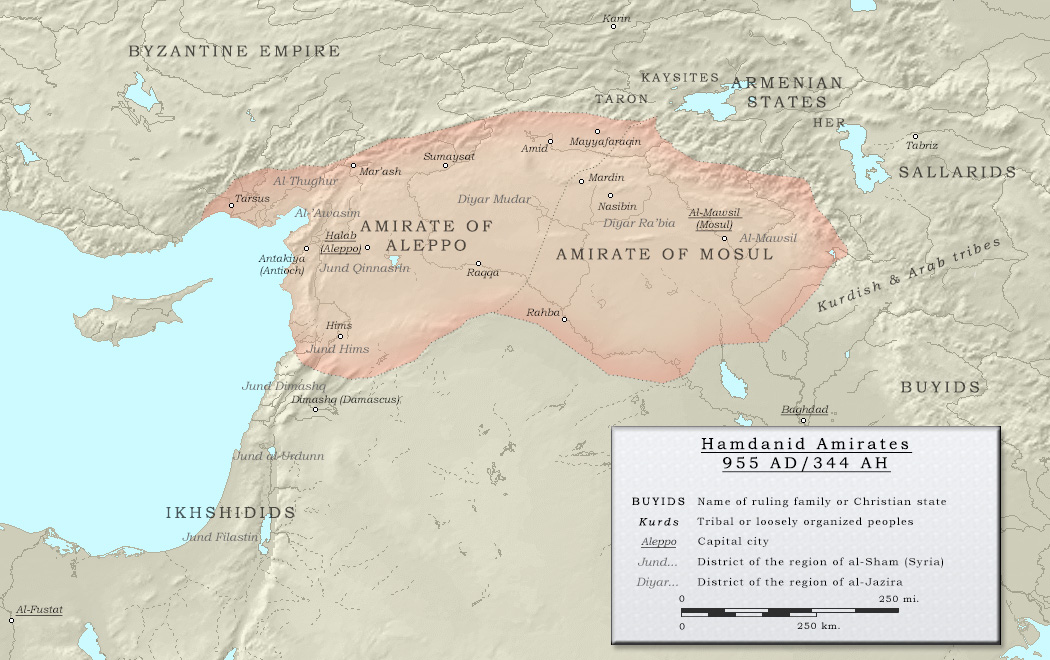
Эмираты под контролем Хамданидов: Мосул и Алеппо, 955 год

Сайф ад-Даула родился 22 июня 916 года. Некоторые источники указывают 914 год, однако это неверная датировка. При рождении он получил имя Али ибн Абу-л-Хайджа Абдаллах ибн Хамдан ибн аль-Харис ат-Таглиби. Он был вторым сыном Абдаллаха ибн Хамдана и внуком эпонима династии Хамданидов, Хамдана ибн Хамдуна. Его семья принадлежала к племени таглибидов, которое поселилось на плато Бадият-эль-Джазира в Северной Месопотамии ещё до начала арабских завоеваний. В период десятилетней анархии в Самарре (861—870 годы) таглибиды воспользовались ослаблением Аббасидского халифата чтобы утвердиться в Северной Месопотамии и захватить контроль над территорией с центром в Мосуле. В 895 году Хамдан потерпел поражение от армии Аббасидов и вместе с несколькими родственниками был заключён за решётку, однако оставшийся на свободе сын Хамдана и дядя Сайф ад-Даулы Хусейн ибн Хамдан смог вызволить их из плена после того, как подавил восстание хариджитского вождя Харуна аш-Шари и позднее добился окончания налогообложения своей области, в том числе выступая как посредник между аббасидским правительством и местным арабо-курдским населением, что позволило ему собрать достаточное количество динаров. Именно организованная им «ресурсная база» позволила Хамданидам выжить у укрепиться несмотря на напряжённые отношения с халифами.
В 908 году отец Сайф ад-Даулы Абдаллах получил от халифа приказ преследовать Хусейна, который оказался замешан в неудачном заговоре, направленном на узурпацию трона аль-Муктадира Биллаха в пользу его старшего брата Абдуллаха ибн аль-Мутазза, однако не смог поймать его. Пока Абдаллах гонялся за Хусейном, их брат Ибрагим, служивший наместником Дияр Рабии договорился о помиловании заговорщика и принятии его на службу в халифате. В дальнейшем Хусейн поднял ещё одно восстание и был казнён, а его братья заключены за решётку, но после помилованы. Вскоре после этого Абдаллах, отец Сайф ад-Даулы, получил должность наместника Мосула. В дальнейшем он неоднократно попадал в опалу, а в 927 году был задействовав борьбе с вторжением в Ирак со стороны Карматского государства. 27 февраля он сместил халифа аль-Муктадира Биллаха в пользу его сводного брата аль-Кахира Биллаха. Последний щедро вознаградил Абдаллаха, выдав ему обширное наместничество, но новый халиф достаточно быстро столкнулся с недовольными своим правлением и был осаждён во дворце со своими сторонниками. Здесь Хамданид и погиб, защищая аль-Кахира от нападающих.
Несмотря свою гибель Абдаллах сумел основать в Мосуле фактический эмират под управлением Хамданидов. В последние годы его жизни наместничеством управлял старший брат Саифа аль-Хасан, он же Насир ад-Даула. После смерти Абдаллаха его выжившие братья предъявляли собственные претензии на эмират, однако аль-Хасану всё же удалось стать официально назначенным наместником Мосула и всей Бадият-эль-Джазира вплоть до границы с Византией.